# Chonelasma
Chonelasma is een geslacht van sponsdieren uit de klasse van de Hexactinellida.

## Soorten
- Chonelasma australe Reiswig & Kelly, 2011
- Chonelasma biscopulatum Reiswig & Kelly, 2011
- Chonelasma chathamense Reiswig & Kelly, 2011
- Chonelasma choanoides Schulze & Kirkpatrick, 1910
- Chonelasma doederleini Schulze, 1886
- Chonelasma glaciale Reiswig & Kelly, 2011
- Chonelasma hamatum Schulze, 1886
- Chonelasma ijimai Topsent, 1901
- Chonelasma lamella Schulze, 1886
- Chonelasma oreia Reiswig, 2014